# Rava (đảo)
Rava là một đảo của Croatia trên biển Adriatic. Nó nằm trong quần đảo Zadar, giữa Iž và Dugi Otok, cách Zadar 16 hải lý (30 km). Diện tích của nó là 3,6 km², và có dân số khoảng 117 người (tính đến năm 2011). Các khu định cư duy nhất trên đảo là Vela Rava và Mala Rava. Bờ biển của đảo ăn rất sâu vào trong đảo với 13 vịnh và đường bờ biển dài 15,45 km (9,6 dặm). Trên đảo có chứa dolomit. Các ngành kinh tế trên Rava là nông nghiệp (chủ yếu là ô liu, nhưng cũng có một số vườn nho) và đánh cá.